# Cubert
Cubert – wieś w Anglii, w Kornwalii. Leży 42 km na północny wschód od miasta Penzance i 372 km na zachód od Londynu. W 2001 miejscowość liczyła 1155 mieszkańców.